# 諾韋米亞斯托縣

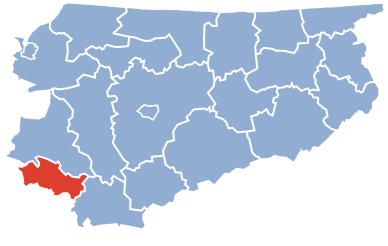

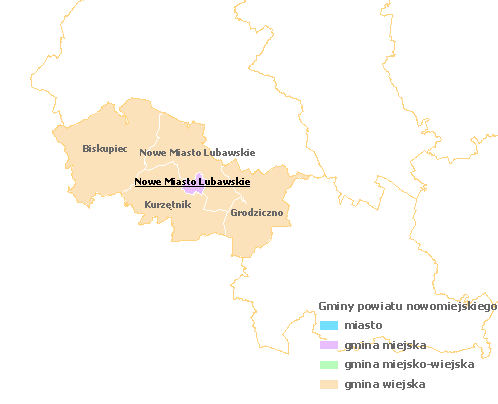

53°25′N 19°35′E / 53.417°N 19.583°E
諾韋米亞斯托縣（波蘭語：Powiat nowomiejski），是波蘭的縣份，位於該國東北部，由瓦爾米亞-馬祖里省負責管轄，首府設於盧巴瓦新城，面積695平方公里，2006年人口43,388，人口密度每平方公里62人。